# تپه دره بازار
تپه دره بازار مربوط به سدهٔ ۸–۶ ه.ق است و در شهرستان ارومیه، بخش صومای برادوست، دهستان برادوست، ۱۲۰۰ متری جنوب روستای گل شیخان واقع شده و این اثر در تاریخ ۲۵ آبان ۱۳۸۷ با شمارهٔ ثبت ۲۳۴۷۵ به‌عنوان یکی از آثار ملی ایران به ثبت رسیده‌است.